# David Brooks
David Robert Brooks (Warrington, 8 juli 1997) is een Welsh-Engels voetballer die doorgaans speelt als middenvelder. In juli 2018 verruilde hij Sheffield United voor Bournemouth. Brooks maakte in 2017 zijn debuut in het Welsh voetbalelftal.

## Clubcarrière
Brooks speelde in de jeugd van Manchester City. In de zomer van 2014 verkaste hij naar Sheffield United. Deze club verhuurde de middenvelder een jaar later aan Halifax Town. Na zijn terugkeer speelde hij slechts een paar bekerduels. Zijn debuut in de competitie maakte Brooks op 12 augustus 2017, toen met 1–0 verloren werd van Middlesbrough door een doelpunt van Rudy Gestede. Brooks begon als wisselspeler aan de wedstrijd en hij mocht van coach Chris Wilder elf minuten voor tijd invallen voor Kieron Freeman. Twee maanden later zette de speler zijn handtekening onder een verbintenis tot medio 2021. In de zomer van 2018 maakte Brooks de overstap naar Bournemouth, dat circa elf miljoen euro voor hem betaalde. Bij zijn nieuwe club zette hij zijn handtekening onder een verbintenis voor de duur van vier seizoenen.
Brooks maakte in oktober 2021 na het verlaten van een trainingskamp met de nationale ploeg van Wales bekend de ziekte van Hodgkin te hebben. In mei 2022 verklaarde hij na een succesvolle behandeling van de ziekte kankervrij te zijn. Na zijn terugkeer tekende hij een nieuw contract bij Bournemouth, tot medio 2026. In januari 2024 nam Southampton Brooks op huurbasis over tot het einde van het seizoen.

## Clubstatistieken
| Seizoen | Club             | Competitie          | Competitie | Competitie | Beker | Beker | Internationaal | Internationaal | Totaal | Totaal |
| Seizoen | Club             | Competitie          | Wed.       | Dlp.       | Wed.  | Dlp.  | Wed.           | Dlp.           | Wed.   | Dlp.   |
| ------- | ---------------- | ------------------- | ---------- | ---------- | ----- | ----- | -------------- | -------------- | ------ | ------ |
| 2014/15 | Sheffield United | League One          | 0          | 0          | 0     | 0     | —              | —              | 0      | 0      |
| 2015/16 | → Halifax Town   | Conference National | 5          | 1          | 0     | 0     | —              | —              | 5      | 1      |
| 2016/17 | Sheffield United | League One          | 0          | 0          | 4     | 0     | —              | —              | 4      | 0      |
| 2017/18 | Sheffield United | Championship        | 30         | 3          | 3     | 0     | —              | —              | 33     | 3      |
| 2018/19 | Bournemouth      | Premier League      | 30         | 7          | 3     | 0     | —              | —              | 33     | 7      |
| 2019/20 | Bournemouth      | Premier League      | 9          | 1          | 0     | 0     | —              | —              | 9      | 1      |
| 2020/21 | Bournemouth      | Championship        | 34         | 5          | 5     | 1     | —              | —              | 39     | 6      |
| 2021/22 | Bournemouth      | Championship        | 7          | 1          | 2     | 2     | —              | —              | 9      | 3      |
| 2022/23 | Bournemouth      | Premier League      | 6          | 0          | 0     | 0     | —              | —              | 6      | 0      |
| 2023/24 | Bournemouth      | Premier League      | 13         | 1          | 5     | 2     | —              | —              | 18     | 3      |
| 2023/24 | → Southampton    | Championship        | 20         | 2          | 5     | 2     | —              | —              | 25     | 4      |
| 2024/25 | Bournemouth      | Premier League      | 29         | 2          | 4     | 0     | —              | —              | 33     | 2      |
| Totaal  | Totaal           | Totaal              | 183        | 23         | 31    | 7     | 0              | 0              | 214    | 30     |

Bijgewerkt op 12 juni 2025.

## Interlandcarrière
Brooks maakte zijn debuut in het Welsh voetbalelftal op 10 november 2017, toen met 2–0 verloren werd van Frankrijk door doelpunten van Antoine Griezmann en Olivier Giroud. Brooks moest van bondscoach Chris Coleman op de reservebank starten en hij viel na vierenzestig minuten spelen in voor Andy King. De andere debutant dit duel was Ethan Ampadu (Chelsea). Zijn eerste interlanddoelpunt maakte hij op 8 juni 2019, tegen Kroatië. Dat land stond op voorsprong door een eigen doelpunt van James Lawrence en een treffer van Ivan Perišić, voor de middenvelder dertien minuten voor tijd de uitslag bepaalde op 2–1. Hij had op de bank moeten beginnen en mocht dat duel twintig minuten na rust invallen voor Matthew Smith. Brooks werd in mei 2021 door bondscoach Rob Page opgenomen in de selectie van Wales voor het uitgestelde EK 2020. Op het toernooi werd Wales in de achtste finales uitgeschakeld door Denemarken (0–4), nadat het in de groepsfase had gelijkgespeeld tegen Wales (1–1), gewonnen van Turkije (0–2) en verloren van Italië (1–0). Brooks speelde mee tegen Zwitserland, Italië en Denemarken. Zijn toenmalige teamgenoot Chris Mepham (eveneens Wales) was ook actief op het EK.
| Interlands van David Brooks voor Wales | Interlands van David Brooks voor Wales | Interlands van David Brooks voor Wales | Interlands van David Brooks voor Wales | Interlands van David Brooks voor Wales | Interlands van David Brooks voor Wales | Interlands van David Brooks voor Wales |
| №                                      | Datum                                  | Wedstrijd                              | Uitslag                                | Competitie                             | Goals                                  |                                        |
| Als speler bij Sheffield United        | Als speler bij Sheffield United        | Als speler bij Sheffield United        | Als speler bij Sheffield United        | Als speler bij Sheffield United        | Als speler bij Sheffield United        | Als speler bij Sheffield United        |
| -------------------------------------- | -------------------------------------- | -------------------------------------- | -------------------------------------- | -------------------------------------- | -------------------------------------- | -------------------------------------- |
| 1                                      | 10 november 2017                       | Frankrijk – Wales                      | 2 – 0                                  | Vriendschappelijk                      |                                        |                                        |
| 2                                      | 14 november 2017                       | Wales – Panama                         | 1 – 1                                  | Vriendschappelijk                      |                                        |                                        |
| 3                                      | 28 mei 2018                            | Mexico – Wales                         | 0 – 0                                  | Vriendschappelijk                      |                                        |                                        |
| Als speler bij Bournemouth             |                                        |                                        |                                        |                                        |                                        |                                        |
| 4                                      | 6 september 2018                       | Wales – Ierland                        | 4 – 1                                  | Nations League 2018/19                 |                                        |                                        |
| 5                                      | 9 september 2018                       | Denemarken – Wales                     | 2 – 0                                  | Nations League 2018/19                 |                                        |                                        |
| 6                                      | 11 oktober 2018                        | Wales – Spanje                         | 1 – 4                                  | Vriendschappelijk                      |                                        |                                        |
| 7                                      | 16 oktober 2018                        | Ierland – Wales                        | 0 – 1                                  | Nations League 2018/19                 |                                        |                                        |
| 8                                      | 16 november 2018                       | Wales – Denemarken                     | 1 – 2                                  | Nations League 2018/19                 |                                        |                                        |
| 9                                      | 20 november 2018                       | Albanië – Wales                        | 1 – 0                                  | Vriendschappelijk                      |                                        |                                        |
| 10                                     | 24 maart 2019                          | Wales – Slowakije                      | 1 – 0                                  | EK 2020 kwalificatie                   |                                        |                                        |
| 11                                     | 8 juni 2019                            | Kroatië – Wales                        | 2 – 1                                  | EK 2020 kwalificatie                   | 77'                                    |                                        |
| 12                                     | 11 juni 2019                           | Hongarije – Wales                      | 1 – 0                                  | EK 2020 kwalificatie                   |                                        |                                        |
| 13                                     | 6 september 2020                       | Wales – Bulgarije                      | 1 – 0                                  | Nations League 2020/21                 |                                        |                                        |
| 14                                     | 11 oktober 2020                        | Ierland – Wales                        | 0 – 0                                  | Nations League 2020/21                 |                                        |                                        |
| 15                                     | 15 november 2020                       | Wales – Ierland                        | 1 – 0                                  | Nations League 2020/21                 | 67'                                    |                                        |
| 16                                     | 18 november 2020                       | Wales – Finland                        | 3 – 1                                  | Nations League 2020/21                 |                                        |                                        |
| 17                                     | 2 juni 2021                            | Frankrijk – Wales                      | 3 – 0                                  | Vriendschappelijk                      |                                        |                                        |
| 18                                     | 5 juni 2021                            | Wales – Albanië                        | 0 – 0                                  | Vriendschappelijk                      |                                        |                                        |
| 19                                     | 12 juni 2021                           | Wales – Zwitserland                    | 1 – 1                                  | EK 2020                                |                                        |                                        |
| 20                                     | 20 juni 2021                           | Italië – Wales                         | 1 – 0                                  | EK 2020                                |                                        |                                        |
| 21                                     | 26 juni 2021                           | Wales – Denemarken                     | 0 – 4                                  | EK 2020                                |                                        |                                        |
| 22                                     | 16 juni 2023                           | Wales – Armenië                        | 2 – 4                                  | EK 2024 kwalificatie                   |                                        |                                        |
| 23                                     | 7 september 2023                       | Wales – Zuid-Korea                     | 0 – 0                                  | Vriendschappelijk                      |                                        |                                        |
| 24                                     | 11 september 2023                      | Letland – Wales                        | 0 – 2                                  | EK 2024 kwalificatie                   | 90+6'                                  |                                        |
| 25                                     | 15 oktober 2023                        | Wales – Kroatië                        | 2 – 1                                  | EK 2024 kwalificatie                   |                                        |                                        |
| 26                                     | 18 november 2023                       | Armenië – Wales                        | 1 – 1                                  | EK 2024 kwalificatie                   |                                        |                                        |
| 27                                     | 21 november 2023                       | Wales – Turkije                        | 1 – 1                                  | EK 2024 kwalificatie                   |                                        |                                        |
| Als speler bij Southampton             |                                        |                                        |                                        |                                        |                                        |                                        |
| 28                                     | 21 maart 2024                          | Wales – Finland                        | 4 – 1                                  | EK 2024 kwalificatie                   | 3'                                     |                                        |
| 29                                     | 26 maart 2024                          | Wales – Polen                          | 0 – 0 (4 – 5 n.s.)                     | EK 2024 kwalificatie                   |                                        |                                        |
| Als speler bij Bournemouth             |                                        |                                        |                                        |                                        |                                        |                                        |
| 30                                     | 14 oktober 2024                        | Wales – Montenegro                     | 1 – 0                                  | Nations League 2024/25                 |                                        |                                        |
| 31                                     | 16 november 2024                       | Turkije – Wales                        | 0 – 0                                  | Nations League 2024/25                 |                                        |                                        |
| 32                                     | 22 maart 2025                          | Wales – Kazachstan                     | 3 – 1                                  | WK 2026 kwalificatie                   |                                        |                                        |
| 33                                     | 25 maart 2025                          | Noord-Macedonië – Wales                | 1 – 1                                  | WK 2026 kwalificatie                   | 90+6'                                  |                                        |
| 34                                     | 6 juni 2025                            | Wales – Liechtenstein                  | 3 – 0                                  | WK 2026 kwalificatie                   |                                        |                                        |
| 35                                     | 9 juni 2025                            | België – Wales                         | 4 – 3                                  | WK 2026 kwalificatie                   |                                        |                                        |

Bijgewerkt op 12 juni 2025.

## Erelijst
| Welsh voetballer van het jaar | 1 | 2018 |